# 雨花街道 (昆明市)
雨花街道，是中华人民共和国云南省昆明市呈贡区下辖的一个乡镇级行政单位。

## 历史
2008年9月28日，吴家营街道析置为吴家营、洛龙、雨花3街道。

## 行政区划
雨花街道下辖以下地区：
雨花社区、下庄社区、回回营社区、营盘社区、明潭社区、龙潭山社区、颐明园社区和青阳社区。